# Karin Höghielm
Karin Höghielm, född 28 mars 1962 i Ljugarn på Gotland, död 3 maj 2022 i Gnesta, var en svensk tonsättare, sångerska och multiinstrumentalist. Hon verkade gränsöverskridande, ofta med inspiration från folkmusik eller forntida kultur. 2009 hade hon premiär på verket Rauk, baserat på en tonsättning av den 750 runor långa Rökstenen.

## Biografi

### Bakgrund och studier
Höghielm växte upp i Halla på Gotland. Hon studerade komposition, piano, klassisk sång, cello, och åren 1982–1984 läste hon på Kulturama i Stockholm. Hon genomförde även studier i dans, teater, måleri och skulptur. 2001 och 2022 bedrev hon studier i röst och rörelse vid dåvarande Center for Kreativitet i Köpenhamn (sedan 2010 Creation Work). 2004 var hon bosatt i och verksam med bas i Malmö.

### Musikkarriär
1999 debuterade Höghielm som skivartist med albumen Apocryphal. Albumet, kännetecknat av en stark röst och inspirerad av hedniska naturvisor, återutgavs 2006 på franska bolaget Prokosnovénie.
Sedan återkom Höghielm 2004, både med Ooppera och Fabra. Ooppera var en antologi med moderna operakompositioner, där Höghielm kom att bidra med "Phantasmagoria", en version av Gutasagan. Denna produktion har beskrivits som en hörspelsliknande "pocketopera", att jämföra med litteraturens pocketbok. I den sistnämnda produktionen sjönk hon texter som tillskrivits heliga Birgitta, Georg Stiernhielm, Gustaf Larsson och Arsenij Tarkovskij.
Därefter publicerades Effleurement 2006 och året efter La Nuit des Fées. I mitten av nollnolltalet verkade Höghielm i Frankrike, där hon även hörts i musikprogram från det internationella radionätverket Solénopole, med distribution av alternativ musik på ett 50-tal sammankopplade radiostationer.
Höghielms tidigare produktioner har varit skapade för scenen och rört sig fritt mellan många uttrycksformer, som musik för film, teater och dans. Bland scdenföreställningarna som framfört musik av Höghielm finns Hur ljuder världens ljus?, Glasröster & jorderop, Mystiksång och evighetsljus samt Sensomoto. Hon komponerade kammarmusik, körmusik och för orkester. 2005/2006 deltog hon med musik till Arbetets själ, ett multimedialt kulturprojekt för lasarettet i Motala.
I slutet av nollnolltalet arbetade Höghielm med en tonsättning av den 750 runor långa Rökstenen, med text på fornnordiska och inspelad tillsammans med Östgöta Kammarkör och Östgöta Kammarorkester. Uruppsättningen skedde i senhösten 2009 i Missionskyrkan i Linköping. Produktionen släpptes 2012 även på skiva och under titeln Rauk.
2010 hade hon arbetat med musik till dokumentärfilmen Viola i Kruse, en berättelse om Viola från gotlandsgården Kruse i Sproge. Senare arbetade hon med verket Trees in Water, vilket bland annat satts upp på Pavillon i Nordkolleg Rendsburg i Tyskland tillsammans med European Overtone Choir.

### Stil
Höghielms musik har beskrivits som avantgardistisk folkmusik eller folkpop, en gränsöverskridande musikkonstnär som även jämförts med sångerskor som Lisa Gerrard och Meredith Monk. i en Aftonbladet-recension beskrevs hennes musikaliska uttryck som "rituellt, vackert och mysteriöst". Inspirationen hämtades ur forntiden, den tidiga kyrkomusiken och olika folkkulturer, men likafullt även från experimentell konst av idag, minimalismen och frågor som berör nutiden.

## Diskografi
- 1999 – Apocryphal[24] (Särart Productions, SHP CD 621[8])
  - 2006 – Apocryphal (Prikosnovénie, Frankrike, PRIK102[8])

- 2004 – Ooppera (Yucca Tree Records, operaantologi[5])
- 2004 – Fabra (Särart, SP CD 622[8])
- 2006 – Effleurement
- 2007 – La Nuit des Fées
- 2012 – Rauk (Nosag Records, nosagcd 204[8])